# Allister Grosart
Allister Grosart, né le 13 décembre 1906 et mort le 8 février 1984, est un homme d'État, journaliste et homme d'affaires canadien. Membre du Parti progressiste-conservateur du Canada, il est président du Sénat de 1979 à 1980.

## Biographie
Né à Dublin, en Irlande, sa mère était missionnaire et a grandi en Chine. Allister fut diplômée d'un Bachelor of Laws de l'Université de Toronto mais il devient journaliste au lieu d'avocat. Il travailla en effet pour Toronto Star et The Globe and Mail. Durant la Seconde Guerre mondiale, il servit dans le deuxième bataillon du Régiment d'Irlande, où il parvint à accéder au poste de commandant. Après la guerre, il rejoint finalement une firme spécialisée dans les relations humaines.
Grosart était un élément clé dans l'organisation des fêtes et il organisa, entre autres, la victoire de John Diefenbaker à l'élection fédérale de 1957, qui est la première victoire des conservateurs face aux libéraux depuis 1930. Il organisa également la seconde victoire consécutive du gouvernement de Diefenbaker à l'élection fédérale de 1958 avec une large majorité.
En 1962, Diefenbaker nomme Grosart au Sénat où il a eu le rôle de député dirigeant de l'Opposition de 1974 à 1979 et devint Président du Sénat quand le parti conservateur a été au pouvoir, sous Joe Clark. En 1981, il se retire du Sénat et rejoint le Conseil privé de la Reine pour le Canada pour ses services rendus pour le pays.